# Roberto Fernández
Roberto Eladio Fernández Roa (født 9. juli 1954 i Asunción, Paraguay) er en paraguayansk tidligere fodboldspiller (målmand).

## Karriere
Fernández spillede over en periode på 13 år 78 kampe for Paraguays landshold. Han debuterede for holdet i marts 1976 i et opgør mod Uruguay, og spillede sin sidste landskamp i september 1989, da paraguayanerne tabte til Ecuador i en VM-kvalifikationskamp. Han repræsenterede sit land ved VM 1986 i Mexico, og spillede samtlige paraguayanernes fire kampe i turneringen, hvor holdet blev slået ud i 1/8-finalen. Han deltog også ved tre udgaver af Copa América, heriblandt 1979-udgaven, som Paraguay vandt efter finalesejr over Chile.
På klubplan spillede Fernández en stor del af sin karriere i hjemlandet, hvor han blandt andet spillede i alt 10 år hos Cerro Porteño i fødebyen Asunción. Han havde udlandsophold i både Spanien, Colombia og Brasilien.